# Skylar Astin

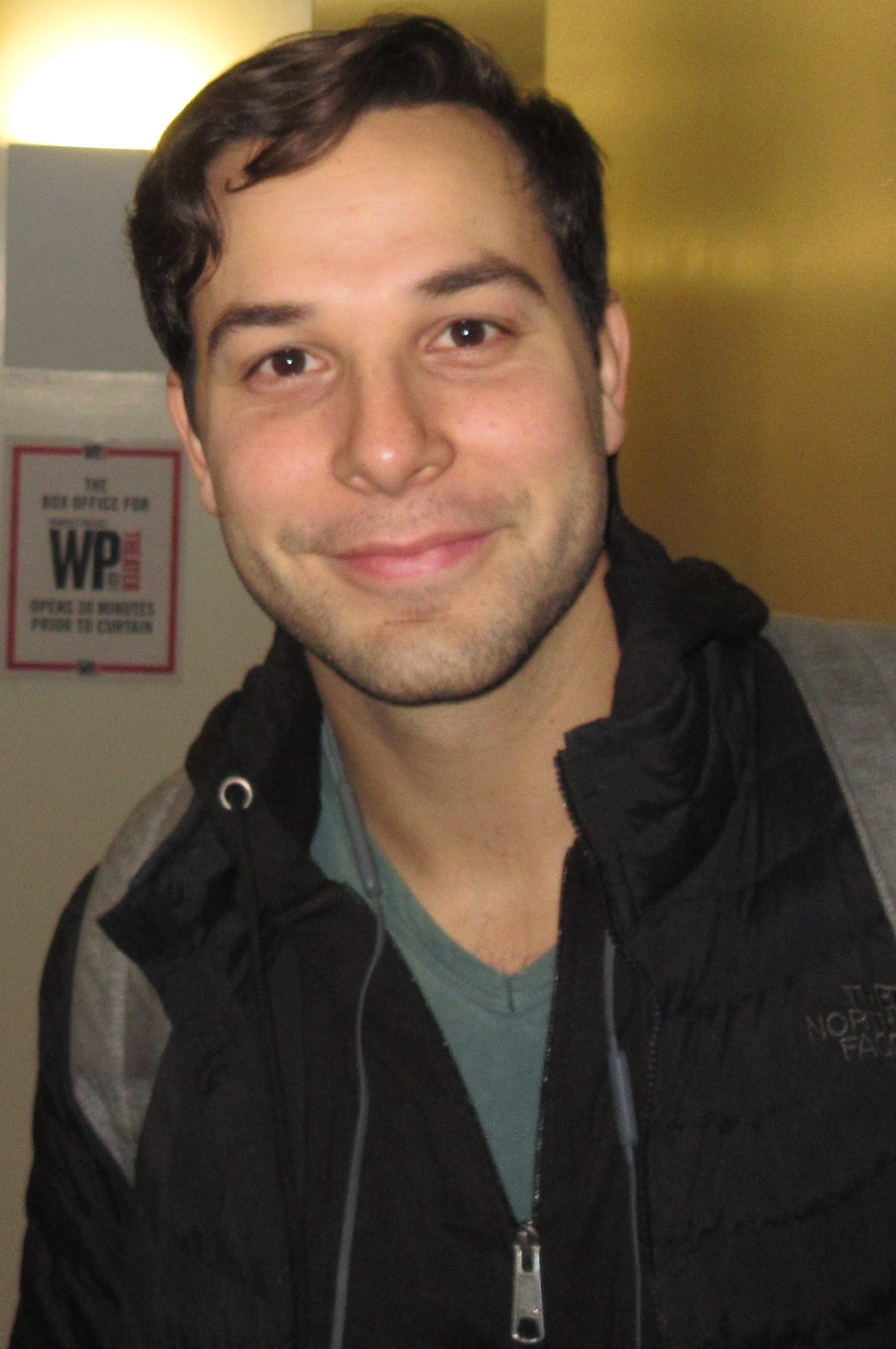
Skylar Astin (2017)

Skylar Astin (* 23. September 1987 in New York als Skylar Astin Lipstein) ist ein US-amerikanischer Schauspieler.

## Leben
Skylar Astin wuchs in Rockland County im Bundesstaat New York auf. Er wurde mit seiner Schwester Brielle und seinem Bruder Milan jüdisch erzogen. Nachdem Astin die Clarkstow High School North absolviert hatte, besuchte er das Stawgedoor Manor Sommercamp. Als er fünfzehn Jahre alt war, wurde sein zweiter Vorname zu seinem Pseudonym.
Im Jahr 2006 gab er im Musical Spring Awakening sein Debüt am Broadway.
Ab dem Jahr 2008 folgten auch erste Filmrollen, zunächst im Film Hamlet 2. Nach diversen Film- und Fernsehrollen trat er im Jahr 2012 an der Seite von Anna Kendrick und Rebel Wilson im Film Pitch Perfect auf, in dem er den A-cappella-Sänger Jesse verkörperte. Im gleichen Jahr lieh er im Animationsfilm Ralph reichts der Figur des Roy seine Stimme.
Seit Juni 2013 ist Astin mit der Schauspielkollegin Anna Camp liiert, die er bei den Dreharbeiten von Pitch Perfect kennenlernte. Das Paar verlobte sich im Januar 2016, seit 10. September 2016 ist es verheiratet. Seit dem Frühjahr 2019 lebt das Paar wieder getrennt.

## Filmografie (Auswahl)
- 2008: Hamlet 2
- 2009: Ace in the Hole (Fernsehfilm)
- 2009: Taking Woodstock
- 2010: Strange Brew (Fernsehfilm)
- 2011: The Online Gamer (Fernsehserie, 3 Folgen)
- 2012: Dr. House (House, Fernsehserie, Folge 8x21)
- 2012: Love Written in Blood
- 2012: Pitch Perfect
- 2012: Ralph reichts (Wreck-It Ralph, Sprechrolle)
- 2013: 21 & Over
- 2013: Cavemen
- 2013–2015: Ground Floor (Fernsehserie, 20 Folgen)
- 2014: Glee (Fernsehserie, Folge 5x11)
- 2015: Pitch Perfect 2
- 2016–2017: Graves (Fernsehserie, 20 Folgen)
- 2018–2019: Crazy Ex-Girlfriend (Fernsehserie, 10 Folgen)
- 2020–2021: Zoey’s Extraordinary Playlist
- 2020: Der geheime Club der zweitgeborenen Royals (Secret Society of Second-Born Royals)
- 2020: Ghosts of War
- 2021: Zoey’s Extraordinary Christmas
- 2022: Grey’s Anatomy (Fernsehserie)
- Seit 2022: So Help Me Todd (Fernsehserie)